# Serra de São Francisco (Arrábida)
A serra de São Francisco integra o conjunto de relevos que constituem o Parque Natural da Arrábida. Conjuntamente com a serra do Louro e a serra Longa constituem a terceira linha da cordilheira da Arrábida, tem o seu ponto mais elevado com a altitude de 257 metros. Possui uma orientação W para O, prologando-se desde do alto das necessidades junto à Capela das Necessidades até ao sitio conhecido como Portela, onde se situa o trilho “Cai de Costas”,  formando um pequeno vale com a serra do Louro. 
É muito procurada por praticantes de trail, BTT e montanhismo.

## Trilhos
- Trilho do Cai de costas (38° 32′ 57,62″ N, 8° 57′ 43,49″ O)
- Trilho da Subida da Portela
- Trilho da Cabra
- Trilho do Zig Zag
- Trilho da Lebre
- Trilho da Toca do Coelho
- Trilho do Sobe e desce
- Trilho da Capela das Necessidades